# Vurmat, Podvelka
Vurmat este o localitate din comuna Podvelka, Slovenia, cu o populație de 187 de locuitori.